# Francesco Squarcione
Francesco Squarcione (* 1397. - † Padova, 1468.), je padovanski slikar na prijelazu iz gotike u renesansu, pasionirani zaljubljenik u antiku i veliki kolekcionar antiknih umjetnina.
Francesco Squarcione je bio neobično značajan za razvoj padovanske renesanse, ne toliko kao slikar već kao učitelj u svojoj bottegi gdje su se mladi umjetnici mogli upoznati s djelima antike i proučavati ih. Njegovi najslavniji učenici bili su Andrea Mantegna, Cosmè Tura i Carlo Crivelli.

## Biografija
O Squarcioneu se ne zna puno, zna se da je zapravo bio krojač (latinski: sartor et recamator), koji se poput ostalih svojih suvremenika zanio proučavanjem i sakupljanjem antičkih umjetnina, tako da je zbog tog proputovao cijelu Italiju, a pretpostavlja se da je 1420. godine posjetio i Grčku. Od 1426. u službenim dokumentima se navodi kao slikar (pictor).
Od 1431. godine kad je osnovao vlastitu slikarsku bottegu, kroz nju je prošlo 137 mladih slikara i umjetnika, između ostalih i Giorgio Schiavone (Juraj Ćulinović), Dario da Treviso, Marco Zoppo.

## Djela
Od njegovih slikarskih djela nije ostalo puno Poliptih De Lazara, (1449. – 1452.), koji se danas čuva u Museo Civico u Padovi, Madona i djetešce (oko 1455.) danas u Gemäldegalerie u Berlinu i ciklus fresaka u Palazzo Troyer (Serravalle Vittorio Veneto).

## Također pogledati
- Andrea Mantegna
- Giorgio Schiavone
- Cosmè Tura

## Vanjske poveznice
- Squarcióne, Francesco, na portalu Treccani.it (tal.)